# 清水猛商店
清水猛商店（しみずたけししょうてん）は、大阪市中央区に所在する家具店。大正末期に建てられた店舗は、船場の商家が町家から西洋建築に移行する過程の建築物である。

## 建築
御堂筋と心斎橋筋の間の、淡路町通の北側に位置する。設計は住友工作部（住友合資会社工作部）の小川安一郎。住友工作部は住友銀行の本店・支店の建築を目的に1900年に設立された、住友本店土木課に源流を持つ住友財閥内部の建築部門で、当時の清水猛商店の主が住友銀行に出入りしていた関係から住友工作部に設計を依頼した。小川は室内装飾を得意とし、住友銀行本店ビルを手掛けた。住友を離れたのちには中之島の新大阪ホテルや北浜の大阪証券取引所にも携わった。
通りに面した間口に対し奥行が長い、いわゆる「鰻の寝床」状の敷地で、店舗の玄関回りは金属製の庇とこれを吊る支柱、壁面の照明などに細やかな細工が施されている。3階部分のファサードの3連アーチが特徴的で、武田五一から学んだ建築家に多く見られる意匠である。近代建築の外観を持つが、構造は木造である。店舗の奥には小さな通り庭があり、その先は3階建ての和風の住戸が続く。東に隣接する建物が除却され平面駐車場となり、店舗と住戸で階の高さを変えていることが側面から見てとれるようになった。
2014年度には生きた建築ミュージアム・大阪セレクションの一つに選定された。現役の店舗・住宅であり、原則として内部の見学は受け付けていない。